# Čong To-džon
Čong To-džon (korejsky 정도전; 1342 – 6. října 1398), zvaný též Sambong (korejsky 삼봉), byl korejský učenec a politik za pozdní dynastie Korjo a rané dynastie Čoson. V letech 1392–1398 stál v čele vlády, ve funkci byl ale zavražděn budoucím králem Tchedžoem. Byl znám jako velký oponent buddhismu (zejm. spis Pulssi čappjon), přičemž vystupoval z neokonfuciánských pozic, ctil zejména učení Ču Siho a školu Čcheng Ču. Vstoupil na i pole politické filozofie, když zdůraznil, že vláda a král mají legitimitu jen tehdy, když slouží lidu. Založil akademii Songgjungwan.